# Reasekuracja
Reasekuracja – odstąpienie całości lub części ubezpieczonego ryzyka bądź grupy ryzyk wraz z odpowiednią częścią składek innemu zakładowi ubezpieczeń (reasekuratorowi) w zamian za partycypację w wypłacie potencjalnych świadczeń. Jest to tzw. „ubezpieczenie ubezpieczycieli”, co oznacza cesję (przekazanie) części lub całości (w takim przypadku nazywanej frontingiem) ryzyka wraz z częścią (lub całością) składek innemu ubezpieczycielowi (czyli reasekuratorowi). W zamian reasekurator zobowiązuje się do wypłaty odszkodowania w przypadku zaistnienia zdarzenia losowego, za które odpowiedzialny jest cedent ryzyka.
Innymi słowy reasekuracja jest umową, na mocy której jeden zakład ubezpieczeń, zwany cedentem odstępuje całość lub część ubezpieczonego ryzyka bądź grupy ubezpieczonych ryzyk określonego rodzaju, wraz z odpowiednią częścią składek innemu zakładowi ubezpieczeń, zwanemu reasekuratorem, który ze swojej strony zobowiązuje się do zapłaty cedentowi odpowiedniej części świadczeń wypłaconych ubezpieczającym. Umowa ta służy przedłużeniu i rozszerzeniu ubezpieczenia. Scedowane rodzaje ryzyka mogą, w całości lub w części, podlegać dalszemu podziałowi i przekazaniu innym zakładom ubezpieczeń.
Reasekuracja jest działaniem wtórnym do ubezpieczenia i nie powoduje powstawania nowych funduszy ubezpieczeniowych, a jej przedmiotem jest ogólna sytuacja majątkowa zakładu reasekurowanego.
W umowie reasekuracji występują dwa podmioty: zakład ubezpieczeń odstępujący ryzyko (reasekurowany, cedent) oraz zakład ubezpieczeń przyjmujący ryzyko (reasekurator, cesjonariusz).
Biorąc pod uwagę rolę, jaką pełnią strony umowy reasekuracyjnej, wyróżnia się reasekurację czynną (przyjmowanie ryzyka) i bierną (odstępowanie ryzyka). Reasekuracja umożliwia uzyskanie przez ubezpieczyciela ochrony w przypadku, gdy część ryzyka przekracza jego możliwości finansowe, albo gdy zakłócona może być równowaga jego portfela ubezpieczeniowego. Dzięki reasekuracji ubezpieczyciel zachowuje elastyczność w swojej polityce akceptacyjnej (tzn. jest w stanie akceptować wiele dodatkowych, różnych ryzyk), a to z kolei umożliwia mu oferowanie swoim klientom lepszych jakościowo usług.
Do najważniejszych funkcji reasekuracji zalicza się:
- funkcję stabilizatora wyników finansowych ubezpieczyciela,
- funkcję zwiększania możliwości akceptacyjnych ubezpieczyciela,
- funkcję wzmacniania podstaw finansowych ubezpieczyciela.

Dwa największe światowe towarzystwa reasekuracyjne to Munich Re i Swiss Re.